# 楢神社
楢神社（ならじんじゃ）は、奈良県天理市楢町にある神社。

## 概要
昭和30年（1955年）頃まで五十狭芹彦命（いさせりひこのみこと）神社と称した。元は宮山（東大寺山）にあったが、氏子の集落からは離れていたので、現社地に移したという。
弘化（こうか）5年（1848年）、八代目市川團十郎が井筒を奉納した。

## 参考資料
- 平凡社 編『大和・紀伊寺院神社大事典』平凡社、1997年。ISBN 4582134025。